# Hohenfelde (Hamburg)
Hohenfelde, Hamburg-Hohenfelde – dzielnica miasta Hamburg w Niemczech, w okręgu administracyjnym Hamburg-Nord. 
1 kwietnia 1938 na mocy ustawy o Wielkim Hamburgu włączony w granice miasta.